# Jadranovo
Jadranovo település Horvátországban, Tengermellék-Hegyvidék megyében. Közigazgatásilag Crikvenicához tartozik.

## Fekvése
Fiumétól 26 km-re délkeletre, községközpontjától 8 km-re északnyugatra a Krk-szigetet a horvát tengerparttól elválasztó Vinodoli-csatorna partján fekszik. Számos stranddal, öböllel és olyan természetgyógyászati vonzerővel rendelkezik, mint a Lokvišće-öböl gyógyiszapja.

## Története
A kedvező klimatikus viszonyok és letelepedése feltételek már ősidők óta vonzották ide az embereket. A régészeti leletek tanúsága szerint falu egyik öblében a gyógyiszapjáról híres Lokvišće-öbölben már az i. e. 7. évezred és az i. e. 4. évezred közötti időben éltek emberek. Ugyanitt számos ókori amforát is találtak, amely egy itteni kisebb kikötő és raktár létezéséről tanúskodik. Az amforákban bort és olajat tároltak. A Havišće-félsziget legmagasabb pontján a 62 méter magas Čelo nevű magaslaton kora bronzkori állattartó, földművelő népesség erődített települése állt, melynek megmaradt kőrakásait a sokkal később érkező horvátok „gradinama” néven nevezték el.
A horvátok ősei a 8. században érkeztek erre a vidékre.
A mai Jadranovo helyén állt első középkori település neve Sveti Jakov volt, mely „Sco. Zacomo” alakban található Jacopo Giroldis 1426-ban Velencében készített térképén. Nevét akkor már álló Szent Jakab apostol tiszteletére szentelt középkori templomáról kapta. A templom építése egy legendához kapcsolódik, mely szerint Szent Jakab fából faragott szobrát a tengerár hozta valahonnan erre a részre. Az ósdinak tartott szobrot egy alkalommal tűzre vetették, de csodálatos módon sértetlen maradt. Ezután a szobrot egy ideig Driveniken őrizték, majd egy a Lokvišće-öböl felett álló kápolnába vitték át. A Szent Jakab kápolna első említése 1732-ben történt, amikor rossz állapota miatt Benzoni püspök elrendelte bezárását, megújítása 1738-ban történt meg. 1742-ben azonban mégis bezárták, mert túl kicsinek bizonyult a hívek befogadására. Elhatározták, hogy Kloštar és Šiljevica között majd új templomot építenek. 1807-ben az egyházi hatóságok megalapították az itteni plébániát, az új plébános Mate Balas azonban azzal találta szembe magát, hogy a plébániának nincsen plébániatemploma. A fiatal plébános azonnal belekezdett a templom építésébe, melynek munkái 1812-ben fejeződtek be.
A horvát tengermellék 1818-ban végrehajtott összeírásában „St. Jacob” településnek 111 háza és 569 lakosa volt. 1857-ben 657, 1910-ben 1202 lakosa volt. A 20. század elején halászok és kőművesek faluja volt, de a turizmus fellendülésével lakossága is jelentősen megnőtt. A trianoni békeszerződésig Modrus-Fiume vármegye Crikvenicai járásához tartozott. A kommunista hatóságok 1952. június 14-én kibocsátott törvénnyel megszüntették a Sv. Jakov-Šiljevica nevű községet. 1954-ben népszavazást tartottak az új elnevezésről. A javaslatok között a Jadranovo mellett a Ribarevo, Lovorovo, Zidarevo és Radenovo szerepelt, végül a Jadranovo győzött. 2011-ben 1197 lakosa volt, nyáron lakosainak száma megháromszorozódik. Ma a lakosság bevételeinek fő forrását is a turizmus adja és bár nagyobb szálloda nincs a településen a magánszállásoknak köszönhetően a település nyaranta több mint háromezer vendéget fogad. A nyár vidám eseménye a hagyományos halász fesztivál.

## Lakosság

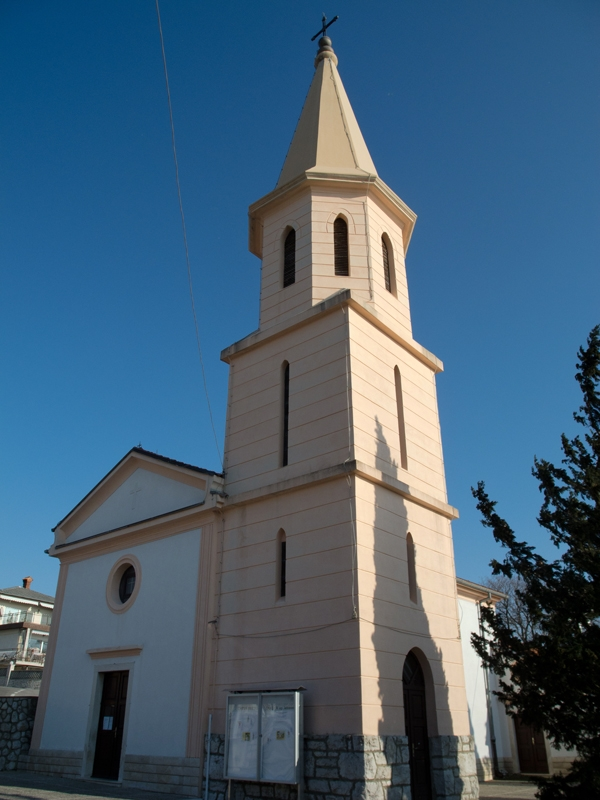
A Szent Jakab templom

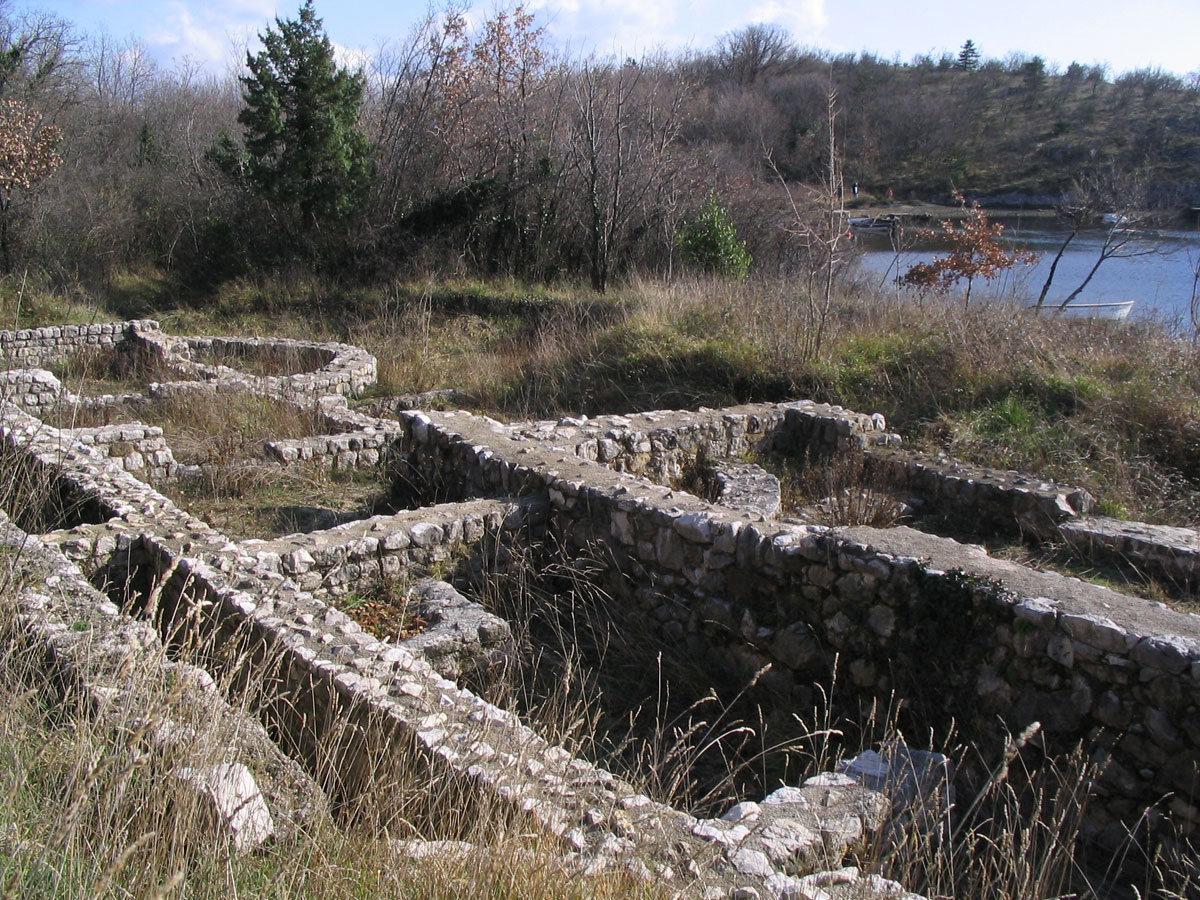
Római romok a Lokvišće-öbölben

| Lakosság változása | Lakosság változása | Lakosság változása | Lakosság változása | Lakosság változása | Lakosság változása | Lakosság változása | Lakosság változása | Lakosság változása | Lakosság változása | Lakosság változása | Lakosság változása | Lakosság változása | Lakosság változása | Lakosság változása | Lakosság változása |
| ------------------ | ------------------ | ------------------ | ------------------ | ------------------ | ------------------ | ------------------ | ------------------ | ------------------ | ------------------ | ------------------ | ------------------ | ------------------ | ------------------ | ------------------ | ------------------ |
| 1857               | 1869               | 1880               | 1890               | 1900               | 1910               | 1921               | 1931               | 1948               | 1953               | 1961               | 1971               | 1981               | 1991               | 2001               | 2011               |
| 657                | 737                | 870                | 1012               | 1152               | 1202               | 1223               | 1186               | 976                | 935                | 849                | 914                | 936                | 1008               | 1148               | 1197               |

## Nevezetességei
- Lokvisce-öböl. Az öbölben gyógyhatású iszap található, mely kiváló a reumás panaszok enyhítésére. Az öbölben kőkori és a római időkből származó épületek romjai láthatók.
- Szent Jakab apostol tiszteletére szentelt plébániatemploma 1807 és 1812 között épült.
- Szent Jakab szobra. Az adriai térség védőszentjének, Szent Jakab apostolnak a szobra fából készült és több mint 350 éves. A faluban minden év július 25-én Szent Jakab tiszteletére ünnepséget rendeznek.